# Krynki-Białokunki
Krynki-Białokunki – wieś w Polsce położona w województwie podlaskim, w powiecie siemiatyckim, w gminie Grodzisk.
Zaścianek szlachecki Białokunki należący do okolicy zaściankowej Krynki położony był w drugiej połowie XVII wieku w ziemi drohickiej województwa podlaskiego. W latach 1975–1998 miejscowość administracyjnie należała do województwa białostockiego.
Wierni kościoła rzymskokatolickiego należą do parafii pw. św. Stanisława Biskupa i Męczennika w Pobikrach.